# Walkirie kresu dziejów – Record of Ragnarok
Walkirie kresu dziejów – Record of Ragnarok (jap. 終末のワルキューレ Shūmatsu no warukyūre) – manga napisana przez Shinyę Umemurę i Takumiego Fukuia oraz zilustrowana przez Ajichikę, publikowana na łamach magazynu „Gekkan Comic Zenon” od listopada 2017.
W Polsce prawa do dystrybucji mangi nabyło wydawnictwo Waneko.
Na podstawie mangi powstała seria ONA wyprodukowana przez studio Graphinica, której premiera odbyła się w czerwcu 2021 w serwisie Netflix. Drugi sezon wydano w styczniu 2023.

## Fabuła
Co 1000 lat Rada Bogów zbiera się, aby zadecydować o losie ludzkości. Po 7 milionach lat ludzkiej historii bogowie dochodzą do wniosku, że dla ludzi nie ma odkupienia i muszą wyginąć. Walkiria Brunhilda proponuje jednak, by dać ludzkości ostatnią szansę na udowodnienie swojej wartości, a bogowie zgadzają się na zorganizowanie bitwy o Ragnarok – turnieju, w którym 13 wybitnych ludzi z całej historii stanie do pojedynku na śmierć i życie z 13 najpotężniejszymi bogami. Ludzkość zostanie oszczędzona, jeśli jej strona odniesie 7 zwycięstw w zawodach. Aby wyrównać szanse, każdy człowiek otrzymuje pomoc walkirii, która przemienia się w potężną broń dostosowaną do stylu walki użytkownika zwaną „Volund”, ryzykując przy tym utratę życia, jeśli użytkownik zginie.

## Bohaterowie

### Walkirie
- Brunhilda (jap. ブリュンヒルデ Buryunhirude)

Seiyū: Miyuki Sawashiro (japoński), Ewa Prus (polski)
- Göll (jap. ゲル Geru)

Seiyū: Tomoyo Kurosawa (japoński), Agata Góral (polski)
- Randgriz (jap. ランドグリーズ Randogurīzu)

Seiyū: Aya Kawakami 
- Reginleif (jap. レギンレイヴ Reginreivu)

- Hrist (jap. フリスト Furisuto)

- Hlökk (jap. フレック Furekku)

Seiyū: Honoka Inoue 
- Thrud (jap. スルーズ Surūzu)

Seiyū: Akira Miki 

### Przedstawiciele ludzi
- Lü Bu (jap. 呂 布 奉先 Ryo Fu Hōsen)

Seiyū: Tomokazu Seki (japoński), Modest Ruciński (polski)
- Adam (jap. アダム Adamu)

Seiyū: Soma Saito (japoński), Jakub Szyperski (polski)
- Kojiro Sasaki (jap. 佐々木 小次郎 Sasaki Kojirō)

Seiyū: Kazuhiro Yamaji (japoński), Tomasz Dedek (polski)
- Kuba Rozpruwacz (jap. ジャック・ザ・リッパー Jakku za Rippā)

Seiyū: Tomokazu Sugita (japoński), Krzysztof Szczepaniak (polski)
- Raiden Tameemon (jap. 雷電爲右エ門)

Seiyū: Subaru Kimurai 
- Budda (jap. 釈迦 Shaka)

Seiyū: Yūichi Nakamura (japoński), Mikołaj Śliwa (polski)
- Qin Shi Huang (jap. 秦始皇 Shi Huang Di)

- Sōji Okita (jap. 沖田 総司 Okita Sōji)

Seiyū: Tsubasa Yonaga 
- Nostradamus (jap. ノストラダムス Nosutoradamusu)
- Simo Häyhä (jap. シモ・ヘイヘ Shimo Heihe)
- Leonidas I (jap. レオニダス王 Reonidasu-issei)
- Nikola Tesla (jap. ニコラ・テスラ Nikora Tesura)
- Grigorij Rasputin (jap. グリゴリー・ラスプーチン Gurigorī Rasupūchin)
- Kintoki Sakata (jap. 坂田公时 Sakata Kintoki)

### Bogowie
- Thor (jap. トール Tōru)

Seiyū: Hikaru Midorikawa 
- Zeus (jap. ゼウス Zeusu)

Seiyū: Wataru Takagi (japoński), Adam Ferency (polski)
- Posejdon (jap. ポセイドン Poseidon)

Seiyū: Takahiro Sakurai 
- Herkules (jap. ヘラクレス Herakuresu)

Seiyū: Katsuyuki Konishi, Mateusz Kwiecień 
- Śiwa (jap. シヴァ Shiva)

Seiyū: Tatsuhisa Suzuki (japoński), Maksymilian Bogumił (polski)
- Zerofuku (jap. 零福)
- Seiyū: Ayumu Murase[5] (japoński), Marta Dobecka (polski)

- Bishamonten (jap. 毘沙門天)

- Hades (jap. ハデス Hadesu)

- Hermes (jap. ヘルメス Herumesu)

Seiyū: Junichi Suwabe (japoński), Kamil Pruban (polski)
- Afrodyta (jap. アプロディーテー Apurodītē)

Seiyū: Rie Tanaka (japoński), Joanna Pach (polski)
- Ares (jap. アレス Aresu)

Seiyū: Hinata Tadakoro (japoński), Przemysław Wyszyński (polski)
- Susanoo-no-Mikoto (jap. スサノヲ Susanowo)

- Odyn (jap. オーディン Ōdin)

Seiyū: Show Hayami 
- Loki (jap. ロキ Roki)

Seiyū: Yoshitsugu Matsuoka (japoński), Maksymilian Michasiów (polski)
- Hajmdal (jap. ヘイムダル Heimudaru)

Seiyū: Yukihiro Nozuyama (japoński), Waldemar Barwiński (polski)
- Hugin i Munin (jap. フギンとムニン Fugin to Munin)

- Anubis (jap. アヌビス Anubisu)

- Apollo (jap. アポローン Aporōn)

- Beelzebub (jap. ベルゼブブ Beruzebubu)

- Adamas (jap. アダマス Adamasu)

## Manga
Pierwszy rozdział mangi został opublikowany 25 listopada 2017 w magazynie „Gekkan Comic Zenon” wydawnictwa Coamix (wcześniej wydawanym również przez Tokuma Shoten). Następnie jej rozdziały zostały zebrane do wydań w formacie tankōbon, których pierwszy tom ukazał się 19 maja 2018.
W Polsce licencję na wydawanie mangi nabyło Waneko.
| Nr | Język japoński    | Język japoński         | Język polski      | Język polski           |
| Nr | Data wydania      | ISBN                   | Data wydania      | ISBN                   |
| -- | ----------------- | ---------------------- | ----------------- | ---------------------- |
| 1  | 19 maja 2018      | ISBN 978-4-19-980495-3 | 14 lipca 2022     | ISBN 978-83-8242-300-6 |
| 2  | 20 września 2018  | ISBN 978-4-19-980517-2 | 14 września 2022  | ISBN 978-83-8242-301-3 |
| 3  | 20 marca 2019     | ISBN 978-4-19-980557-8 | 14 listopada 2022 | ISBN 978-83-8242-302-0 |
| 4  | 20 lipca 2019     | ISBN 978-4-19-980581-3 | 13 stycznia 2023  | ISBN 978-83-8242-303-7 |
| 5  | 20 listopada 2019 | ISBN 978-4-19-980603-2 | 14 marca 2023     | ISBN 978-83-8242-304-4 |
| 6  | 20 kwietnia 2020  | ISBN 978-4-86720-119-0 | 15 maja 2023      | ISBN 978-83-8242-305-1 |
| 7  | 19 czerwca 2020   | ISBN 978-4-86720-155-8 | 14 lipca 2023     | ISBN 978-83-8242-306-8 |
| 8  | 19 września 2020  | ISBN 978-4-86720-168-8 | 14 września 2023  | ISBN 978-83-8242-307-5 |
| 9  | 19 grudnia 2020   | ISBN 978-4-86720-187-9 | 16 listopada 2023 | ISBN 978-83-8242-308-2 |
| 10 | 18 marca 2021     | ISBN 978-4-86720-204-3 | 15 stycznia 2024  | ISBN 978-83-8242-309-9 |
| 11 | 18 czerwca 2021   | ISBN 978-4-86720-240-1 | 14 marca 2024     | ISBN 978-83-8242-310-5 |
| 12 | 18 września 2021  | ISBN 978-4-86720-263-0 | 16 maja 2024      | ISBN 978-83-8242-311-2 |
| 13 | 20 grudnia 2021   | ISBN 978-4-86720-285-2 | 16 lipca 2024     | ISBN 978-83-8242-312-9 |
| 14 | 19 marca 2022     | ISBN 978-4-86720-316-3 | 16 września 2024  | ISBN 978-83-8242-313-6 |
| 15 | 20 czerwca 2022   | ISBN 978-4-86720-389-7 | 14 listopada 2024 | ISBN 978-83-8242-314-3 |
| 16 | 20 września 2022  | ISBN 978-4-86720-415-3 | 15 stycznia 2025  |                        |
| 17 | 20 grudnia 2022   | ISBN 978-4-86720-446-7 | 14 marca 2025     |                        |
| 18 | 20 marca 2023     | ISBN 978-4-86720-480-1 | —                 |                        |
| 19 | 20 lipca 2023     | ISBN 978-4-86720-522-8 | —                 |                        |
| 20 | 20 listopada 2023 | ISBN 978-4-86720-585-3 | —                 |                        |
| 21 | 19 marca 2024     | ISBN 978-4-86720-626-3 | —                 |                        |
| 22 | 20 lipca 2024     | ISBN 978-4-86720-671-3 | —                 |                        |

Spin-off, zatytułowany Shūmatsu no Valkyrie: Ryo Fu Hō Sen Hishōden (jap. 終末のワルキューレ異聞 呂布奉先飛将伝), ukazywał się w magazynie „Gekkan Comic Zenon” od 25 października 2019 do 25 listopada 2022. Całość zebrana w 7 tankōbonach, wydawanych od 20 kwietnia 2020 do 20 grudnia 2022.
| Nr | Data wydania (język japoński) | ISBN (język japoński)  |
| -- | ----------------------------- | ---------------------- |
| 1  | 20 kwietnia 2020              | ISBN 978-4-86-720120-6 |
| 2  | 19 września 2020              | ISBN 978-4-86-720169-5 |
| 3  | 19 grudnia 2020               | ISBN 978-4-86-720188-6 |
| 4  | 18 czerwca 2021               | ISBN 978-4-86-720243-2 |
| 5  | 20 grudnia 2021               | ISBN 978-4-86-720286-9 |
| 6  | 20 czerwca 2022               | ISBN 978-4-86-720391-0 |
| 7  | 20 grudnia 2022               | ISBN 978-4-86-720448-1 |

## Anime
W grudniu 2020 ogłoszono, że seria otrzyma adaptację w postaci serialu anime wyprodukowanego przez Warner Bros. Japan i zanimowanego przez studio Graphinica. Reżyserem został Masao Ōkubo, za kompozycję serii odpowiada Kazuyuki Fudeyasu, postacie zaprojektował Masaki Saito, a muzykę skomponował Yasuharu Takanashi. Serial miał premierę 17 czerwca 2021 w serwisie streamingowym Netflix. Motywem otwierającym jest „Kamigami” (jap. KAMIGAMI-神噛-) w wykonaniu Maximum the Hormone, natomiast końcowym „Fukahi” (jap. 不可避) autorstwa SymaG.
W sierpniu 2021 ogłoszono, że serial otrzyma drugi sezon. Za produkcję odpowiadały studia Yumeta Company oraz Graphinica, natomiast scenariusz napisała Yuka Yamada wraz z Fudeyasu. Premiera odbyła się 26 stycznia 2023. Motywem otwierającym jest „Rude, Loose Dance” (jap. ルードルーズダンス Rūdo rūzu dansu) autorstwa Minami, końcowym zaś „Inori” (jap. 祈) w wykonaniu Masatoshiego Ono.

### Lista odcinków

#### Sezon 1
| №  | #  | Tytuł                                                                             | Reżyseria                    | Scenariusz        | Premiera        |
| -- | -- | --------------------------------------------------------------------------------- | ---------------------------- | ----------------- | --------------- |
| 1  | 1  | Ragnarok Ragunaroku (ラグナロク)                                                  | Yasutaka Yamamoto            | Kazuyuki Fudeyasu | 17 czerwca 2021 |
| 2  | 2  | Godny przeciwnik Kōtekishu (好敵手)                                               | Hiroyuki Kitakubo            | Kazuyuki Fudeyasu | 17 czerwca 2021 |
| 3  | 3  | Śmiertelny cios Hissatsu waza (必殺技)                                            | Takushi Shikatani            | Kazuyuki Fudeyasu | 17 czerwca 2021 |
| 4  | 4  | Radość Kanki (歓喜)                                                               | Hirokazu Yamada              | Kazuyuki Fudeyasu | 17 czerwca 2021 |
| 5  | 5  | Numer 00000000001 File No.00000000001                                             | Yasutaka Yamamoto            | Kazuyuki Fudeyasu | 17 czerwca 2021 |
| 6  | 6  | Boska emulacja Karei naru mohō (華麗なる模倣)                                     | Kōjin Ochi                   | Kazuyuki Fudeyasu | 17 czerwca 2021 |
| 7  | 7  | Wygnani z raju Rakuen tsuihō (楽園追放)                                           | Masahito Otani               | Kazuyuki Fudeyasu | 17 czerwca 2021 |
| 8  | 8  | Obfita łaska Afureru ai (あふれる愛)                                              | Shin’ya Une                  | Kazuyuki Fudeyasu | 17 czerwca 2021 |
| 9  | 9  | Władca oceanów Taikai no bōkun (大海の暴君)                                       | Hirokazu Yamada              | Kazuyuki Fudeyasu | 17 czerwca 2021 |
| 10 | 10 | Największy przegrany Saikyō no haisha (最強の敗者)                                | Akira Mano                   | Kazuyuki Fudeyasu | 17 czerwca 2021 |
| 11 | 11 | Spojrzenie w otchłań Tsubame ga mita shin’en (燕が見た深淵)                       | Kōjin Ochi                   | Kazuyuki Fudeyasu | 17 czerwca 2021 |
| 12 | 12 | Ragnarok toczy się dalej Soshite ragunaroku wa tsuzuku (そしてラグナロクはつづく) | Kōjin Ochi Toshikatsu Tokoro | Kazuyuki Fudeyasu | 17 czerwca 2021 |

#### Sezon 2
| №  | #  | Tytuł                                                                    | Reżyseria         | Scenariusz        | Premiera         |
| -- | -- | ------------------------------------------------------------------------ | ----------------- | ----------------- | ---------------- |
| 13 | 1  | Dobro kontra zło Seigi VS Aku! (正義VS悪!)                               | Yasutaka Yamamoto | Kazuyuki Fudeyasu | 26 stycznia 2023 |
| 14 | 2  | Niezwyciężony bóg wojny Fukutsu no tōshin (不屈の闘神)                   | Hiroyuki Kitakubo | Kazuyuki Fudeyasu | 26 stycznia 2023 |
| 15 | 3  | Narodziny potwora Kaibutsu no tanjō (怪物の誕生)                         | Takushi Shikatani | Kazuyuki Fudeyasu | 26 stycznia 2023 |
| 16 | 4  | Ostatnia praca Saigo no miwaza (最後の御業)                              | Hirokazu Yamada   | Kazuyuki Fudeyasu | 26 stycznia 2023 |
| 17 | 5  | Requiem Chinkon (鎮魂)                                                   | Yasutaka Yamamoto | Kazuyuki Fudeyasu | 26 stycznia 2023 |
| 18 | 6  | Sprzeczne motywy Sorezore no omowaku (それぞれの思惑)                    | Kōjin Ochi        | Kazuyuki Fudeyasu | 26 stycznia 2023 |
| 19 | 7  | Sto pieczęci Hyakuhei (百閉)                                             | Masahito Otani    | Kazuyuki Fudeyasu | 26 stycznia 2023 |
| 20 | 8  | Szczyt Indii 1116 no teppen (1116の天辺)                                 | Shin’ya Une       | Kazuyuki Fudeyasu | 26 stycznia 2023 |
| 21 | 9  | Rezonans Kyōmei (共鳴)                                                   | Hirokazu Yamada   | Kazuyuki Fudeyasu | 26 stycznia 2023 |
| 22 | 10 | Początek końca Gakeppuchi (崖っぷち)                                     | Akira Mano        | Kazuyuki Fudeyasu | 26 stycznia 2023 |
| 23 | 11 | Runda szósta Dai 6-kaisen (第６回戦)                                     | –                 | –                 | 12 lipca 2023    |
| 24 | 12 | Zero Rei (零)                                                            | –                 | –                 | 12 lipca 2023    |
| 25 | 13 | Najpotężniejszy młodzieniec Shijō saikyō no shishunki (史上最強の思春期) | –                 | –                 | 12 lipca 2023    |
| 26 | 14 | Legenda podziemi Meikai no densetsu (冥界の伝説)                         | –                 | –                 | 12 lipca 2023    |
| 27 | 15 | Droga światła Hikari no michi (光の道)                                   | –                 | –                 | 12 lipca 2023    |